# The Shepherd’s Dog
| Совокупная оценка    | Совокупная оценка |
| Источник             | Оценка            |
| -------------------- | ----------------- |
| Metacritic           | 84/100            |
| Оценки критиков      |                   |
| Источник             | Оценка            |
| AllMusic             | [ 2 ]             |
| The A.V. Club        | B−                |
| Blender              | [ 4 ]             |
| Entertainment Weekly | A−                |
| NME                  | 7/10              |
| Pitchfork            | 8.6/10            |
| Q                    | [ 8 ]             |
| Rolling Stone        | [ 9 ]             |
| Spin                 | [ 10 ]            |
| Uncut                | [ 11 ]            |

The Shepherd’s Dog (с англ. — «Пастушья собака») — третий студийный альбом американского инди-фолк-музыканта Iron & Wine (он же Сэм Бим), выпущенный 25 сентября 2007 года на лейбле Sub Pop. При покупке в некоторых магазинах или при предварительном заказе через Sub Pop, альбом поставляется с бонусным диском, содержащим два неизданных трека. «Boy with a Coin» — первый сингл, который был выпущен 10 июля 2007 года на Sub Pop, включая сингловую версию песни вместе с двумя другими треками.
Альбом дебютировал под номером 24 в американском чарте Billboard 200 с продажами около 32 000 копий за первую неделю.
В 2008 году песня «Flightless Bird, American Mouth» была использована в фильме «Сумерки». Песня была специально выбрана исполнительницей главной роли Кристен Стюарт для сцены выпускного бала и включена в саундтрек к фильму.

## История
В AllMusic отметили, что в The Shepherd’s Dog Бим окружил себя большим составом музыкантов, и они наполнили песни широким спектром инструментов — от аккордеонов до хаммонд-органа, от фортепиано до гитар, от вибрафона до бас-гармоники. Такие узнаваемые песни I&W, как мрачная и жуткая «Peace Beneath the City» или мрачная кантри-баллада «Resurrection Fern», звучат масштабнее и оказывают иное воздействие. «Boy with a Coin», которая в прошлом была бы скромной, жуткой и немного замкнутой, а теперь стала огромной и жуткой благодаря энергичным хлопкам в ладоши и атмосферным бэкграунд-гитарам. Наряду с этими прокачанными вариациями на тему классического звучания группы, здесь есть песни, которые никогда бы не услышали в альбоме Iron & Wine. Танцевальная «House by the Sea» имеет прыгучую афро-поп основу и немного дикой несдержанности в более страстном, чем обычно, вокале Бима; «Wolves (Song of the Shepherd’s Dog)» — это фанковая смесь из «Rock On» Дэвида Эссекса, звучащих в глубинке Meters и, конечно же, даб-регги; «The Devil Never Sleeps» представляет собой рок с раскатистым барным пианино, висячим темпом, бонго и текстом о том, что на радио ничего нет, что приводит к звуку, который по иронии судьбы идеально подходит для радио.

## Отзывы
The Shepherd’s Dog получил положительные отзывы от современных музыкальных критиков. Альбом получил на Metacritic оценку 84 балла на основе 34 рецензий, что свидетельствует о «всеобщем признании».
Тим Сендра из AllMusic отметил, что The Shepherd’s Dog «это их лучшая, самая разнообразная и самая слушабельная пластинка» и добавил: «В итоге получился вдохновляюще пышный альбом, полный воображения и богатых аранжировок. К концу пластинки вы, возможно, почувствуете тоску по отброшенному, скудному звучанию ранних Iron & Wine, но красота и величие The Shepherd’s Dog перекроют её, и вы сможете наслаждаться мастерским исполнением песен, вдохновенным исполнением и безупречным продюсированием без чувства вины и с изрядной долей благоговения».
Альбом занял 10-е место в списке лучших альбомов 2007 года по версии журнала Paste. Песня «Pagan Angel and a Borrowed Car» заняла 86-е место в списке 100 лучших песен 2007 года по версии Rolling Stone. Pitchfork включил альбом в список 50 лучших альбомов 2007 года, поставив его на 36-е место. Песня «Flightless Bird, American Mouth» была использована в фильме «Сумерки» 2008 года, входящем в сагу «Сумерки». Песня тесно связана с успешной кинофраншизой, а акустическая версия песни была также использована в фильме «Сумерки. Сага. Рассвет: Часть 1».

## Список композиций
| №                   | Название                              | Длительность |
| ------------------- | ------------------------------------- | ------------ |
| 1.                  | «Pagan Angel and a Borrowed Car»      | 4:33         |
| 2.                  | «White Tooth Man»                     | 3:57         |
| 3.                  | «Lovesong of the Buzzard»             | 4:26         |
| 4.                  | «Carousel»                            | 4:02         |
| 5.                  | «House by the Sea»                    | 4:22         |
| 6.                  | «Innocent Bones»                      | 3:43         |
| 7.                  | «Wolves (Song of the Shepherd's Dog)» | 4:57         |
| 8.                  | «Resurrection Fern»                   | 4:50         |
| 9.                  | «Boy With a Coin»                     | 4:06         |
| 10.                 | «The Devil Never Sleeps»              | 2:07         |
| 11.                 | «Peace Beneath the City»              | 4:45         |
| 12.                 | «Flightless Bird, American Mouth»     | 4:03         |
| Общая длительность: | Общая длительность:                   | 49:45        |

## Чарты
| Чарт (2007)                                     | Высшая позиция |
| ----------------------------------------------- | -------------- |
| Австралия (ARIA Charts)                         | 98             |
| Бельгия/Фландрия (Ultratop)                     | 84             |
| Бельгия (Alternative Albums, Ultratop Flanders) | 43             |
| Норвегия (VG-lista)                             | 24             |
| Великобритания (UK Albums, OCC)                 | 74             |
| США (Billboard 200)                             | 24             |
| США (Billboard Independent Albums)              | 2              |
| США (Billboard Top Rock Albums)                 | 7              |

## Сертификации
| Регион                                                                      | Сертификация | Продажи |
| --------------------------------------------------------------------------- | ------------ | ------- |
| США (RIAA)                                                                  | Золотой      | 500 000 |
| Данные о продажах + прослушиваниях приведены только на основе сертификации. |              |         |